# Le Volcryn
Le Volcryn (titre original : Nightflyers) est un roman court de science-fiction de l'écrivain américain George R. R. Martin publié aux États-Unis en 1980 et en France en 1982. Il a été adapté au cinéma en 1987 et en série télévisée en 2018.

## Résumé
Neuf scientifiques embarquent à bord d'un vaisseau spatial afin d'aller à la rencontre du Volcryn, un astronef légendaire qui errerait à travers l'espace depuis des temps immémoriaux. Mais la vie au sein de leur vaisseau, dont le commandant ne veut jamais se montrer, va se révéler des plus périlleuses...

## Prix littéraires
- Le Volcryn a remporté le prix Locus du meilleur roman court 1981.

## Adaptation
- Une adaptation cinématographique a été réalisée en 1987 : Nightflyers, film de Robert Collector[1].
- Une série télévisée est diffusée depuis le 2 décembre 2018 sur Syfy et sur Netflix (en dehors des USA) depuis le 1er février 2019  : Nightflyers, créée par Jeff Buhler[2].

## Éditions
- Nightflyers, Analog Science Fiction and Fact, avril 1980, 180 p.
- Le Volcryn, Presses de la Cité, coll. « Futurama » no 36, 1er mars 1982, trad. Odile Ricklin, 160 p.,  (ISBN 2-258-00996-0)
- Le Volcryn, ActuSF, coll. « Perles d'épice » no 2, mai 2010, trad. Odile Sabathé-Ricklin révisée par Ayerdhal, 158 p.,  (ISBN 978-2-917689-21-9)
- Le Volcryn, ActuSF, coll. « Hélios », 6 février 2015, trad. Odile Sabathé-Ricklin révisée par Ayerdhal, 192 p.,  (ISBN 978-2-917689-80-6)
- Dans le recueil R.R.Étrospective, Pygmalion, 1er novembre 2017, trad. Odile Sabathé-Ricklin révisée par Ayerdhal, 1 536 p.  (ISBN 978-2-7564-2300-5)
- Dans le recueil Nightflyers et autres récits, ActuSF, coll. « Perles d'épice », 19 octobre 2018, trad. Odile Sabathé-Ricklin révisée par Ayerdhal, 520 p.  (ISBN 978-2-36629-927-4)
- Nightflyers, ActuSF, coll. « Hélios », 18 septembre 2020, trad. Odile Sabathé-Ricklin révisée par Ayerdhal  (ISBN 978-2-37686-312-0)